# 双浦镇
双浦镇 ，中国浙江省杭州市西湖区所辖镇，位于西湖区西南部。总面积79平方千米，总人口5.8万人。锦绣风水洞位于境内。

## 辖区
双浦镇现辖：
- 社区：回龙社区、袁浦社区、跃河桥社区
- 村：东江嘴村、外张村、老沙村、吴家村、小叔房村、麦岭沙村、小江村、新沙村、袁家浦村、兰溪口村、龙池村、新浦沿村、浦塘村、夏家桥村、白鸟村、板桥村、三阳村、周家埭村、灵山村、翁家埭村、双园地村、杭江村、杭富村、周富村、下杨村、铜鉴湖村、湖埠村、双灵村、何家埠村。